# Sant Salvador de Montoliu de Segarra
Sant Salvador de Montoliu de Segarra és l'església parroquial de Montoliu de Segarra (Segarra) inclosa a l'Inventari del Patrimoni Arquitectònic de Catalunya.

## Descripció
Construcció situada a la plaça de l'Església, i integrada dins del nucli urbà del poble. L'edifici se'ns presenta de planta rectangular, d'una nau, dues capelles laterals, capçalera plana, coberta a doble vessant i torre campanar. La porta d'accés se situa a la façana principal i s'estructura a partir d'un arc carpanell i amb la data incisa "1891" dins d'un segell. Damunt d'aquesta porta, seguint l'eix vertical, se situa una fornícula sense cap imatge, una gran òcul motllurat i decorat amb vidres de colors que dibuixen una creu llatina. Per sobre d'aquest, un segon òcul de dimensions més petites i corona, finalment, una cornisa motllurada que ressegueix un perfil curvilini, sobre el qual se situa una creu llatina. A un angle d'aquesta façana principal es disposa una torre campanar de planta quadrada i estructura poligonal, oberta per quatre ulls estructurats a partir d'arcs apuntats. Finalment, l'edifici disposa d'una sèrie de contraforts situats a la part superior de la façana lateral, entre els quals es disposen unes finestres allargassades. L'obra presenta un parament paredat de pedra del país, i també disposa de carreus a les obertures de la façana principal.

## Història
L'església ens apareix documentada per primera vegada en les llistes parroquials del bisbat de Vic dels segles xi i xii, amb el nom de "Monte liut" o "Monte olio". Sembla que en un primer moment, l'església tenia una doble advocació, com se'ns recull en el testament de Guillem Dalmau de Cervera que disposa d'un llegat per l'església de Santa Maria i Sant Salvador de Montoliu. Posterior, el seu edifici restà malmès pels terratrèmols de 1427. L'església parroquial de Sant Salvador, va estar dins del bisbat de Vic fins a l'any 1957, moment que va passar al bisbat de Solsona.